# 潔西卡·欣頓
潔西卡·欣頓（英語：Jessa Hinton，1984年4月10日—），美國女模特兒和演員。為2011年7月《花花公子》的玩伴女郎，在此之前她曾在花花公子俱樂部裝扮成兔子，以及於2009年6月22日至28日間被選為本月網路女郎，後來她的朋友瑪克塔·楊斯卡提交欣頓的照片至《花花公子》，而使欣頓成為7月的玩伴女郎。
欣頓於14歲在一場婚禮上被人發掘。後來她參演了電視劇《海灘遊俠》和《第七天堂》與三支電視廣告。直至18歲她開始擔任模特兒。2010年，她參加了棕櫚賭場度假村的營銷活動。她還參與了NOH8，並與成員至內華達州進行援助愛滋病活動。
欣頓也對MMA感興趣，並於十幾歲時確認自己是雙性戀。

## 外部連結
- 官方网站
- Jessa Hinton在互联网电影资料库（IMDb）上的資料（英文）